# Marek Jakóbczak
Marek Jakóbczak (ur. 18 marca 1969 w Płocku, zm. 27 czerwca 2014 w Warszawie) – polski piłkarz, grający na pozycji napastnika.

## Życiorys
Wychowanek warszawskiej Farmacji Tarchomin, z której przeszedł do Polonii Warszawa. Po trzech sezonach spędzonych w drużynie Czarnych Koszul trafił do Radomiaka. W kolejnych fazach swojej kariery występował w takich drużynach jak: FC Piaseczno, Stal Stalowa Wola, Petrochemia Płock, GKS Bełchatów, Śląsk Wrocław, Hapoel Bet Sze’an (Izrael), RKS Radomsko, Jagiellonia Białystok, Okęcie Warszawa, Pogoń Grodzisk Mazowiecki, GLM Warszawa, GKP Targówek. W ostatnim klubie, którym była IV-ligowa Victoria Sulejówek, poza zawodnikiem był także trenerem.
W najwyższej klasie ligowej występował jako zawodnik Stali Stalowa Wola, Petrochemii Płock i GKS Bełchatów. Rozegrał w niej 49 meczów i strzelił 9 bramek.
Przez ostatnie 2 lata swojego życia zmagał się z chorobą nowotworową. Lekarze wykryli w jego organizmie nowotwór pierwotny płuc z przerzutem do wątroby. Nowotwór coraz bardziej wyniszczał organizm byłego sportowca. Zmarł w wieku 44 lat o godz. 12:30 w piątek, 27 czerwca 2014 w Warszawie.